# 嘉祥神社
嘉祥神社（かしょうじんじゃ）は、大阪府泉南郡田尻町にある神社。旧社格は村社。

## 祭神
- 保食神

## 歴史
当社の由緒は明らかになっていない。明治5年（1872年）に村社に列格し、同41年（1908年）8月3日に海上神社、海南神社を合祀した。

## 境内
本殿は安土桃山時代の建築で、大阪府の有形文化財に指定されている。
摂末社に、海上神社、海南神社がある。
境内には大きなクスノキがあり、航空写真や高台から見ると目立っている。秋のだんじり祭では、田尻町のだんじりが最後に寄る場所でもある。

## 祭礼
- 歳旦祭（1月1日）
- 十日戎（1月10日）
- 祈念祭（4月29日）
- 夏祭（7月16日）
- 御例祭（10月9、10日）

昭和末期まで建国記念祭を2月21日に開催していたが、現在は行われていない。

## 現地情報
所在地
- 大阪府泉南郡田尻町大字嘉祥寺761

交通アクセス
- 最寄駅：南海本線吉見ノ里駅下車後、徒歩約10分